# Štefan Škaper
Štefan Škaper (6 ottobre 1966) è un ex calciatore sloveno, che per un breve periodo della sua carriera fu un calciatore jugoslavo, di ruolo attaccante.

## Carriera
Attaccante prolifico, l'apice della sua carriera è nel periodo all'NK Beltinci, squadra con la quale realizza 91 reti in 139 partite. Nella stagione 1993-94 e in quella seguente fu capocannoniere della Prva liga.

## Palmarès

### Individuale
- Capocannoniere della Prva liga: 2

1993-94 (23 reti), 1994-1995 (25 reti)